# Jean Thomas (ecclésiastique)
Jean Thomas (né en 1716 ou 1723 et mort probablement en 1797 à Paris) est un prêtre français du XVIIIe siècle, qui fut curé de Mormant et a été élu en 1789 député du clergé des bailliages de Melun et Moret aux États généraux.

## Biographie
Jean Thomas était selon les uns ouvert aux idées nouvelles, selon les autres ennemi de la Révolution française. Il siégea aux États généraux puis à l’Assemblée constituante de 1789 jusqu'à la dissolution de celle-ci en septembre 1791. Ayant refusé de prêter le serment constitutionnel, il fut arrêté et condamné à la déportation en Guyane en 1793, d’où il fut libéré en raison de son grand âge.

## Sources
- « Jean Thomas (ecclésiastique) », dans Adolphe Robert et Gaston Cougny, Dictionnaire des parlementaires français, Edgar Bourloton, 1889-1891 [détail de l’édition]
- Archives départementales de Seine-et-Marne